# Rezoluția 1326 a Consiliului de Securitate al ONU
Rezoluția 1326 a Consiliului de Securitate al Organizației Națiunilor Unite, adoptată fără vot la 31 octombrie 2000, după examinarea cererii de aderare a Republicii Federale Iugoslavia și cercetarea raportului întocmit de Comitetul pentru admiterea de noi membri, a recomandat Adunării Generale admiterea Iugoslaviei ca stat membru al Organizației Națiunilor Unite.
În 2003, Republica Federală Iugoslavia a fost reorganizată ca Serbia și Muntenegru. După ce Muntenegru a devenit stat suveran în 2006, calitatea de membru al Națiunilor Unite deținută de Serbia și Muntenegru a fost transferată Republicii Serbia. Astfel, Serbia este statul succesor al Republicii Federale Iugoslavia (și al Serbiei și Muntenegrului) în cadrul Națiunilor Unite.